# Jean Verdeil
Pour les articles homonymes, voir Verdeil.
Jean Verdeil, né en 1935, est un universitaire français.

## L'affaire
À partir de 1967, il est professeur de lettres au lycée Alphonse-Daudet, et se fait noter pour son côté atypique ; il cherche à instaurer une véritable proximité avec ses élèves. Pour ce faire, il organise des soirées à son domicile, où les discussions roulent sur des sujets littéraires et politiques, mais aussi où du hachisch circule, consommé par les élèves aussi bien que par Verdeil lui-même et sa femme Simone. Cela se produit notamment durant Mai 68, mouvement auquel il prend une part active.
L'affaire éclate en octobre 1969, alors qu'il est maître-assistant à l'université de Lyon ; il est alors inculpé avec sa femme pour « organisation de fumeries de stupéfiants »,. Il est mis en liberté provisoire deux semaines après. À Nîmes, si certains trouvent son « attitude indigne », un comité « de soutien et de solidarité scolaire » se forme, composé d'une quarantaine de lycéens de Daudet, qui doit faire face à des heurts avec des militants d'extrême droite. Le cas est comparé à celui de Gabrielle Russier, qui avait défrayé la chronique peu auparavant,,,,.
En février 1970, il est condamné à un an de prison avec sursis, mais est amnistié.

## Publications
- Le Travail du metteur en scène : un exemple, Lyon, Lyon, Aléas, 1995  (ISBN 2-908016-50-8).
- Dionysos au quotidien : essai d'anthropologie théâtrale, Lyon, Presses universitaires de Lyon, 1999  (ISBN 2-7297-0623-2).
- L'Abri et l'Édifice : 1965-2001 et au-delà : histoire d'une compagnie, Bruno Carlucci et le théâtre de la Satire, Lyon, Aléas, 2001  (ISBN 2-84301-041-1).
- La Comédie de l'amour : entre l'angoisse et le jeu, Lyon, Aléas, 2007  (ISBN 978-2-84301-188-7).
- L'Acteur et son public : petite histoire d'une étrange relation, Paris, L'Harmattan, 2009  (ISBN 978-2-296-09311-9).
- La Dramaturgie du quotidien : l'atelier théâtre, une micro-société expérimentale, Paris, L'Harmattan, 2014  (ISBN 978-2-343-04095-0).